# Laccophilus luctuosus
Laccophilus luctuosus is een keversoort uit de familie waterroofkevers (Dytiscidae). De wetenschappelijke naam van de soort is voor het eerst geldig gepubliceerd in 1882 door Sharp.